# Buhos
Buhos és un grup de rock festiu, amb influències del reggae i l'ska i en constant evolució musical, fundat a Calafell (Baix Penedès) l'any 2005.

## Història

### Primera etapa (2007-2017)
L'any 2007, després de la seva fundació, s'editava la seva primera maqueta, Rebelión en la plaza. El grup va adquirir popularitat després d'un seguit de cançons sobre el FC Barcelona que van gravar per les cadenes de ràdio Ona FM i RAC1. També van publicar cançons satíriques sobre l'actualitat per als programes APM i Zona zàping de Televisió de Catalunya. Durant aquest temps, la banda dedicà una gran part del seu repertori a versionar cançons, a excepció d'alguns temes propis.
Encara en la primera etapa, van animar totes les celebracions dels títols que va guanyar el Barça de Pep Guardiola a la plaça de Catalunya i a l'Arc del Triomf. Durant els primers anys de carrera, les cançons que es podien escoltar als concerts de Buhos eren versions d'altres grups i temes propis, dels quals destaquen «Nen dels 80» (amb Gerard Quintana), «Messi» (primera cançó dedicada a l'astre argentí), «Birres i més Birres», «Estoy Quemao», «Botellón» i «Festa Major».
Amb les maquetes que Buhos va gravar en els seus inicis, es va fer un recopilatori anomenat Gratis hits (2010).

### Segona etapa (2014-2019)
La segona etapa musical del grup començà l'any 2014 amb una formació renovada i el llançament del disc Natura salvatge, un disc ple de temes propis que marcà l'estil futur del grup, ja que a banda de buscar el ball i la festa, fou una clara declaració de la posició del grup davant el món actual. Amb el llançament d'aquest àlbum, van fer gira pels escenaris de la primera edició del Clownia, l'Acampada Jove o de les Festes de la Mercè.
El 29 de març de 2016 sortí a la venda Lluna plena, un treball més madur i que consolidà Buhos com un dels grups punters de l'escena mestissa catalana. Van presentar el disc al Clownia per la revetlla de Sant Joan, i després de tot un estiu ple de concerts, van rebre el Premi Disc Català de l'Any de Ràdio 4 i el Premi Enderrock al millor videoclip per «Barcelona s'il·lumina». Al desembre del mateix any van fer la cançó de Nadal de TV3 amb el nom de «Campanes de benvinguda».
L'any 2017 van continuar amb la gira, realitzant el darrer concert el 10 de novembre a la Sala Apolo de Barcelona.
Uns mesos després presentaren La gran vida, el tercer treball de la seva segona etapa. El 19 de gener de 2018, la banda va publicar el videoclip de la cançó «Volcans», el primer senzill del disc, amb el qual van aconseguir més de 400.000 visualitzacions durant el primer mes. El disc, amb un estil rock més marcat i lletres reivindicatives, es va publicar el 16 de febrer de 2018. Posteriorment, van aconseguir vendre totes les entrades pel concert de presentació, que es dugué a terme el 5 de març a la sala Razzmatazz de Barcelona, i «Volcans» esdevingué cançó de l'any 2018 per votació del públic d'Enderrock.
El 2019 realitzaren la gira La gran festa, que els va permetre actuar per escenaris de tot Catalunya, incloent-hi el Festivern, la Telecogresca, Clownia, l'Acampada Jove, Canet Rock, La Mercè, Reus o les Santes de Mataró. També actuaren a Madrid, el País Basc i el País Valencià. Van dur a terme fins a 70 actuacions com a caps de cartell. Al mes d'abril publicaren «Connectats», una cançó inèdita del grup.
Abans de l'aturada temporal, el grup realitzà un concert al Poble Espanyol de Barcelona sota el nom de Pompeia. Van exhaurir les entrades més de tres mesos abans del dia del concert, que fou el 23 de novembre de 2019.

### Tercera etapa (2020-actualitat)
Durant els mesos d'estiu de 2020, en ple confinament per la pandèmia de COVID-19, van realitzar l'espectacle Teràpia Col·lectiva, dirigit pel compositor i actor Albert Pla.
El 6 de novembre del mateix any, el grup publicà el quart disc El dia de la victòria. Inclogué, entre d'altres, col·laboracions amb Stay Homas i Suu.
Després d'una llarga etapa de concerts, el 30 de març de 2023 van llançar La nit està que crema, el seu cinquè disc. Durant els mesos de novembre i desembre, el grup va realitzar la seva primera gira europea, amb concerts a Rotterdam, Utrecht, Londres o Milà. Al mes de juny també estrenaren la cançó «El món de veritat», realitzada juntament amb el discjòquei Juan Magán.
L'any següent, el 12 de març de 2024, publicaren el senzill «Milers d’espurnes», una peça autobiogràfica del cantant del grup Guillem Solé; un mes després, el 4 d'abril, van presentar la cançó «Today is the day», enregistrada amb la influencer Mar Lucas.

## Discografia[20]
- Canciones para no dormir (2005)
- #F.C. Clandestinos
- #100 ventanas
- #Llámame
- #La suegra
- #Zumo sexual
- #Volverás
- #Lunes de miel

- Rebelión en la plaza (2007)
- #La danza de la esperanza
- #Botellón
- #Agua
- #Pedrito el Cantante
- #Esta calor me está matando
- #Estoy quemado
- #Que tengas suerte
- #Rock and Roll
- #España (la fiesta de la especulación)
- #Los vecinos de este bar
- #La dansa de l'esperança (Bonus track)
- Radio Buhos (2009)
- #Que es faci de nit
- #Nen dels 80
- #Muro de Gibraltar
- #Estic bé
- #Bailando en el infierno
- #Mileurista pobre desgraciado
- #El regidor
- #Cógelo
- #Birres
- #Salir a cazar
- #Messi
- Gratis hits (2010)
- #Dansa de l'esperança
- #Birres
- #Estoy quemao y no es del sol
- #Salir a cazar
- #El regidor
- #Los vecinos de este bar
- #Que es faci de nit
- #Mileurista pobre desgraciao
- #Botellón
- #Nen dels 80
- #L'eclipsi
- #Correfoc
- #Minut 92
- Cau la nit (2012)
- #Festa Major
- #Quan cau la nit
- #Santuari on fire
- #Número 1
- #La meva inspiració
- #Petons de color verd
- #Aigua salada
- #El cambrer
- #La patrulla de l'alegria
- #Em deixo portar
- #La meva inspiració (digital)
- Natura salvatge (2014)
- # 180° (feat. Els Catarres i Strombers)
- # Brama 3. El Vaso (feat. Albert Pla i Álvarez)
- # Toca Hamelin (feat. Pulpul de Ska-P)
- # Volem guanyar
- # Som una melodia (feat. Alguer Miquel i Bo i Marcel "Tito" de Txarango)
- # Chingao
- # Res a les butxaques
- # No serà etern
- # Ales noves
- # Sol naixent
- Lluna plena (2016)
- # La última y nos vamos
- # El temporal
- # Barcelona s'il·lumina
- # Prenent la Lluna
- # El cor m'apreta (feat. Esne Beltza)
- # El soneto de Geppetto
- # Mentides de plàstic (feat. Aspencat)
- # Mi vida es como un pogo
- # Ens ballem aquesta nit
- # Tornem al Penedès
- # Birres
- # Estoy quemao
- La gran vida (2018)[21]
- # Volcans[21]
- #La gran vida
- # Escales fins al cel
- # L'estiu és llibertat
- # Transmets energia
- # La bala del temps
- # Els nostres tambors
- # La trama
- # Tu i jo som aire
- # Cómplices del mal
- # La darrera colònia
- # Nos vamos pa'l festi
- Connectats (2019)
- Estem a prop dels déus (2020)
- La nit està que crema (2023)[22]
- El món de veritat
- Millors moments de la vida
- Cerca de ti (feat. Green Valley)
- La nit està que crema
- Arc de Sant Martí
- Quan ho sents (feat. Núria López, Cesk Freixas, David Ros)
- Si em tornes a mirar (feat. Núria López)
- Pura vida (feat. Sara Roy)
- La pluja tropical
- Podem volar (feat. Lax'n'Busto)
- Actitud (2024)
- Actitud (feat. Fraktal, Mon DJ)